# Freie Stadt
Mit Freistadt oder Freie Stadt werden Städte bezeichnet, die sich selbst verwalten, und zwar unabhängig von der föderalen Struktur des Umlandes, in dessen bestimmte politische Ordnung sie eingebettet sind.

## Mittelalter
Ursprünglich wurden so die Städte bezeichnet, die sich im Laufe des 13. und 14. Jahrhunderts von der Stadtherrschaft ihrer (Erz-)Bischöfe in oft langwierigen Kämpfen hatten befreien können. Sie besaßen fast alle Rechte der öffentlichen Gewalt, Selbstbesteuerung, Heerbann, meist auch die Gerichtshoheit. Beispiele sind Köln, Mainz (bis 1462), Augsburg, Worms, Speyer, Straßburg und Basel.
Im Gegensatz zu den Reichsstädten waren die Freien Städte des Alten Reiches dem Kaiser weder Steuern noch Gefolgszwang schuldig und durften vom Reich nicht verpfändet werden. Nur zur Verteidigung der Stadt und zu Kreuzzügen konnten sie herangezogen werden.
Königliche Freistädte in Ungarn sind Städte mit dem Recht auf Selbstverwaltung, ab 1405 auf Teilnahme am Reichstag privilegierter Städte. Beispiele sind: Eisenstadt und Rust (heute beide in Österreich), sowie Sopron (dt. Ödenburg, heute in Ungarn).

## Frühe Neuzeit
Da die Freien Städte auf dem Immerwährenden Reichstag bzw. im Städtekolleg des Reichstags zusammen mit den Reichsstädten eine Gruppe bildeten, wurden sie unter dem Oberbegriff Freie und Reichsstädte zusammengefasst. Im Zuge einer sprachlichen Verwischung entstand daraus der Begriff Freie Reichsstadt.
Diejenigen Freien Städte und Reichsstädte, die sich zwischen dem 14. und 16. Jahrhundert der Schweizerischen Eidgenossenschaft anschlossen (Zürich, Bern, Luzern, Freiburg, Solothurn, Basel, Schaffhausen; völkerrechtlich souverän ab 1648), waren innerhalb der Eidgenossenschaft sogenannte Stadtorte. Sie bildeten nahezu unabhängige Stadtrepubliken mit teils umfangreichen eigenen Staatsgebieten, aus denen 1803 heutige Kantone erwuchsen.
Diejenigen Freien Städte und Reichsstädte, die im Verlauf des 18. Jahrhunderts vom Heiligen Römischen Reich an Frankreich kamen (beispielsweise Colmar 1648, Straßburg 1681; vgl. Zehnstädtebund, aber auch zahlreiche Reichsdörfer im nördlichen Elsass), wurden in Frankreich als Freistädte bezeichnet. Sie hatten zahlreiche ihrer Rechte behalten, wurden aber in die französische Verwaltungsorganisation eingebettet (Behörden der französischen Provinz Elsass, Behörden der Zentralregierung in Paris).

## 19. Jahrhundert
Von diesen mittelalterlichen Stadtrepubliken sind die nach dem Reichsdeputationshauptschluss 1803 übrig gebliebenen freien Reichsstädte zu unterscheiden, von denen Augsburg und Nürnberg jedoch bereits 1805 bzw. 1806 vom Königreich Bayern annektiert wurden.
Im Frieden von Tilsit erzwang Napoleon Bonaparte von Preußen neben vielen anderen Abtretungen auch die von Danzig, seiner näheren Umgebung sowie der Halbinsel Hel. Das Gebiet erklärte er zur Freien Stadt. In Wahrheit war Danzig völlig abhängig von Frankreich. Die seit 1806 französisch besetzten Freien und Hansestädte Hamburg und Lübeck und die Freie Hansestadt Bremen annektierte Frankreich 1810 zur Stärkung der Kontinentalsperre, bis sie 1815 der Wiener Kongress nebst Frankfurt am Main als Freie Städte anerkannte. Als völkerrechtlich souveräne Stadtstaaten traten sie am 8. Juni 1815 dem Deutschen Bund bei. Seit dem Wiener Kongress war auch Krakau eine Freie Stadt, bis es 1846 nach dem gescheiterten Krakauer Aufstand im österreichischen Galizien aufgehen musste.
Die Freie Stadt Frankfurt fiel infolge des Deutschen Krieges 1866 an Preußen, während Hamburg, Bremen und Lübeck zu Bundesstaaten des Norddeutschen Bund und 1871 des Deutschen Reiches wurden. Anders als Lübeck, das 1868 dem Deutschen Zollverein beigetreten war, blieben Bremen und Hamburg bis zur Schaffung eigener Freihafengebiete 1888 zollrechtliches Ausland.

## 20. Jahrhundert
Mit der Gleichschaltung durch die Nationalsozialisten 1933 wurden zunächst auch die Landesparlamente der drei Freien Hansestädte Bremen, Hamburg und Lübeck entmachtet. Nach der Einsetzung von Reichsstatthaltern und dem „Gesetz über den Neuaufbau des Reichs“ 1934 wurde der Föderalismus im Deutschen Reich und damit auch die Eigenstaatlichkeit der Stadtstaaten beendet. Lübeck wurde 1937 im Zuge des Groß-Hamburg-Gesetzes unter Verlust sämtlicher Exklaven in die preußische Provinz Schleswig-Holstein eingegliedert und trug nun, ebenso wie die beiden anderen Freien Städte, nur noch den Titel Hansestadt Lübeck.
Ein Sonderfall ist die Bezeichnung Freie Stadt Danzig, als diese von 1920 bis 1939 der Oberhoheit des Völkerbundes unterstand.
Nach Kriegsende bildeten sich unter den alten Namen die Freie Hansestadt Bremen und die Freie und Hansestadt Hamburg als Länder der Bundesrepublik Deutschland neu. Auch die Hansestadt Lübeck wollte wieder ihre 1937/38 verlorene Eigenstaatlichkeit als Land Freie und Hansestadt Lübeck zurückerlangen. Der Antrag, ein Volksbegehren über die Bildung eines neuen Landes Freie und Hansestadt Lübeck durchzuführen, wurde durch das Lübeck-Urteil 1956 abgewiesen.
Die Verwendung der Bezeichnung Freie bzw. Freistadt reichte in Vergangenheit und Gegenwart auch über den rein politisch-geografischen Sinn hinaus. Zum Beispiel forderte am 27. November 1958 die Sowjetunion unter Nikita Chruschtschow in einer Note an die Westmächte, dem so genannten Chruschtschow-Ultimatum (Berlin-Krise), West-Berlin in eine „(entmilitarisierte) Freie Stadt Westberlin“ umzuwandeln, die unabhängig von der Bundesrepublik und den westlichen Alliierten sein sollte. Diese lehnten ab (Drei-Staaten-Theorie).
Weiterhin nennt sich ein Kopenhagener Stadtteil Freistadt Christiania ohne einen entsprechenden historischen Hintergrund.